# Basketbal op de Middellandse Zeespelen 2013
Basketbal is een van de sporten die beoefend werden tijdens de Middellandse Zeespelen 2013 in Mersin, Turkije. Voor het eerst sedert 1983 stond er enkel een toernooi bij de mannen op het programma.

## Uitslagen
| Event  | Goud    | Zilver | Brons   |
| ------ | ------- | ------ | ------- |
| Mannen | Turkije | Servië | Tunesië |

## Medaillespiegel
| Plaats | Land    | Goud | Zilver | Brons | Totaal |
| 1      | Turkije | 1    | 0      | 0     | 1      |
| 2      | Servië  | 0    | 1      | 0     | 1      |
| 3      | Tunesië | 0    | 0      | 1     | 1      |
| Totaal | Totaal  | 1    | 1      | 1     | 3      |

1951 · 1955 · 1959 · 1963 · 1967 · 1971 · 1975 · 1979 · 1983 · 1987 · 1991 · 1993 · 1997 · 2001 · 2005 · 2009 · 2013 · 2018 · 2022
Atletiek · Basketbal · Bocce · Boksen · Boogschieten · Gewichtheffen · Gymnastiek · Handbal · Judo · Kanovaren · Karate · Paardensport · Roeien · Schermen · Schietsport · Taekwondo · Tafeltennis · Tennis · Voetbal · Volleybal · Waterpolo · Waterskiën · Wielersport · Worstelen · Zeilen · Zwemmen